# 배성재 (아나운서)
배성재(裵晟載, 1978년 5월 15일~)는 대한민국의 아나운서 출신 프리랜서 방송인이다. 《배성재의 텐》(2016. 3.~)의 진행자이며, 스포츠캐스터로도 활동 중이다.
2005년 KBS 공채 31기 아나운서로 활동하였고, 2006년 SBS 공채 14기로 이직하였다. 2018년 아나운서팀 차장대우로 승진하였고, 2021년 입사한 지 15년 만에 SBS를 퇴사하여 프리랜서로 전향했다.
2023년 6월 5일 KBS 복귀 방송.

## 학력
- 서울서원초등학교 졸업
- 중앙중학교 졸업
- 중앙고등학교 졸업
- 한양대학교 광고홍보학(학사)

## 생애
KBS광주방송총국에서 호남제주권 공채 31기로 근무하던 와중, 입사 약 1년 6개월만에 스포츠 캐스터가 되기 위해 2006년에 SBS 공채 14기로 이직했다. SBS 합격 후 MBC에서도 3차 면접을 보러오라는 연락을 받았지만 거절하였다고 한다.
2010 남아공 월드컵 독점 중계권을 따낸 SBS는 배성재를 SBS의 젊은 아나운서 육성 정책에 따라 4:1의 사내 경쟁률을 뚫고 메인 캐스터로 뽑았다. 그는 차범근 해설위원과 재치 있으면서도 상당한 축구 지식이 깃든 중계로 알려지게 된다.
축구 캐스터로 이름을 알리면서 2012년 11월부터 SBS 8 뉴스의 스포츠 뉴스 앵커를 맡았다.
2015년 11월 9일 주말 밤 10시부터, 케이윌의 후임으로 1시간 동안 방송되는 파워FM 배성재의 주말 유나이티드의 DJ를 맡았다. 2016년 4월 라디오 개편을 통해 배성재의 주말 유나이티드가 배성재의 텐으로 확대 편성돼 매일 밤 10시부터 1시간 동안 DJ를 맡고 있다.
2021년 2월 16일, SBS에 사표를 제출했다는 기사가 나왔다.
SBS 퇴사 직후인 2021년 3월 1일부터 한국프로축구연맹 K리그1 자체 중계방송의 캐스터로 활약한다.

## 방송 활동

### 뉴스 프로그램
- 《SBS 스포츠뉴스》

### 스포츠 중계
- 《FIFA 월드컵》
- 《국가대표팀 A매치》
- 《프리미어리그》
- 《K리그 클래식》
- 《UEFA 유로 2020》
- 《2010년 동계 올림픽》
- 《2012년 하계 올림픽 축구》
- 《2014년 동계 올림픽》
- 《2014년 아시안 게임》
- 《2015년 AFC 아시안컵》
- 《2016년 하계 올림픽》
- 《로드 투 평창 2016 - 17 IBSF 월드컵》
- 《2018년 동계 올림픽》
- 《2018년 아시안 게임》
- 《2022년 동계 올림픽》
- 《2023년 아시안 게임》

### 스포츠 프로그램
- 《풋볼매거진 골!》

### 교양 프로그램
- 《생방송 투데이》
- 《모닝와이드》
- 《글로벌 주부 퀴즈 쇼 징검다리》
- 《물은 생명이다》
- 《열린TV 시청자세상》

### 예능 프로그램
- 《한밤의 TV 연예》
- 《일요일이 좋다》
- 《정글의 법칙》
- 《매직아이》
- 《18초》
- 《더 랠리스트》
- 《게임쇼 유희낙락》
- 《맛있는 녀석들》
- 《골때리는그녀들》
- 《쇼킹받는 차트》
- 《생존게임 코드레드》 KBS 2TV
- 《뛰어야 산다》 mbn TV sbs 코미디언 양세형 과 함께 공동진행
- 《라면꼰대 4》
- 《라면꼰대 5》

### 영화
- 2012년 《러브픽션》 ... 축구 중계 캐스터 역
- 2016년 《국가대표 2》 ... 한국 캐스터 역
- 2016년 《형》 ... 유도 캐스터 역

### 드라마
- 《엄마의 선택》 - 남자 아나운서 역
- 《퍽》 - 캐스터 역

### 라디오 프로그램
- SBS 파워FM 《배성재의 행복한 아침》 : 2007년 11월 5일 월요일~2011년 11월 20일 일요일
- SBS 파워FM 《배성재의 주말 유나이티드》 : 2015년 11월 7일 토요일~2016년 3월 27일 일요일
- SBS 파워FM 《배성재의 텐》 : 2016년 3월 28일 월요일~

## 홍보대사
- 2016년 2018 평창 동계올림픽 및 동계패럴림픽대회 홍보대사
- 2021년 K리그 엠버서더

## 수상
- 2014년 아나운서 대상 스포츠캐스터상
- 2015년 SBS 연예대상 아나운서상
- 2019년 SBS 연예대상 라디오 DJ상
- 2021년 SBS 연예대상 한배 탄만큼 베스트 커플상
- 2022년 SBS 연예대상 골 때리는 그녀들 시즌3 주장단 과 함께 인기상 수상
- 2023년 제35회 한국 PD대상 라디오진행자 부문 출연자상
- 2023년 SBS 연예대상 KBS 2TV 일요일 밤을 책임지는 리얼 로드 버라이어티 1박 2일 최장수 원년멤버 김종민 과 함께 최우수상 수상

## 경력
- KBS 공채 31기 아나운서(2005)
- KBS광주방송총국 편성제작국 아나운서부 아나운서(2005~2006)
- SBS 14기 공채 아나운서(2006~2021)
- 한국프로축구연맹 캐스터(2021~)
- tvN SPORTS 캐스터(2021~)
- sky Sports 캐스터(2021~)
- 쿠팡플레이 캐스터(2022~)

## 고정 멘트
- 야한 꿈 꾸세요(배성재의 텐 클로징 멘트)
- 축구팬 여러분 안녕하십니까? 캐스터 배성재 입니다.(축구 중계 시작전 인사멘트)
- 스포츠팬 여러분 안녕하십니까? 캐스터 배성재 입니다.(스포츠 중계 시작전 인사멘트)